# Prečno
 Prečno  falu Horvátországban Zágráb megyében. Közigazgatásilag Ivanić-Gradhoz tartozik.

## Fekvése
Zágrábtól 30 km-re délkeletre, községközpontjától  10 km-re délnyugatra, a Száva bal partján fekszik. 

## Története
A közeli Száva menti Oborovo plébániájához tartozó település.
1857-ben 500, 1910-ben 472 lakosa volt. Trianonig Zágráb vármegye Dugo Seloi járásához tartozott. 
A településnek 2001-ben 123 lakosa volt.

## Lakosság
| Lakosság változása | Lakosság változása | Lakosság változása | Lakosság változása | Lakosság változása | Lakosság változása | Lakosság változása | Lakosság változása | Lakosság változása | Lakosság változása | Lakosság változása | Lakosság változása | Lakosság változása | Lakosság változása | Lakosság változása |
| ------------------ | ------------------ | ------------------ | ------------------ | ------------------ | ------------------ | ------------------ | ------------------ | ------------------ | ------------------ | ------------------ | ------------------ | ------------------ | ------------------ | ------------------ |
| 1857               | 1869               | 1880               | 1890               | 1900               | 1910               | 1921               | 1931               | 1948               | 1953               | 1961               | 1971               | 1981               | 1991               | 2001               |
| 500                | 497                | 473                | 527                | 495                | 472                | 438                | 455                | 351                | 349                | 318                | 245                | 202                | 142                | 123                |

## Külső hivatkozások
Ivanić-Grad hivatalos oldala